# 第一世班禪額爾德尼
克主杰·格勒巴桑（藏語：མཁས་གྲུབ་དགེ་ལེགས་དཔལ་བཟང་པོ，威利转写：mkhas-grub dge legs dpal bzang po，THL：Khedrup Gelek Pelzangpo，藏语拼音：Kaichub Gêlêg Baisangbo）1385年—1438年），通称克主杰（藏語：མཁས་གྲུབ་རྗེ་་，威利转写：mkhas-grub rje，THL：Khedrup Je，藏语拼音：Kaichub Qe），于藏曆第六绕迥之木牛年（1385年，明洪武十八年）生于后藏拉堆多雄的曲沃地方（今西藏昂仁境内）；父名根噶札西，是后藏贵族，母名乌占嘉姆。幼年拜凯珠僧格吉村为师，受沙弥戒，得到法名克珠杰·格勒巴桑。然后到昂仁寺、萨迦寺研究相宗、旁通二乘。1401年和俄洞班青举行大辩论，得受显密诸要。1403年，探望宗喀巴，受大灌顶，跟从杰日达哇受比丘戒。1407年，22岁时，到前藏正式拜宗喀巴为师，成为宗喀巴的第二大弟子，从此成为宗喀巴的忠实追随者。佛法精深，在昂仁和博东班钦辩论，在江孜和曲吉绒青巴辩论，获胜。1432年，贾曹圆寂后，甘丹寺的全体僧众公推克珠杰继任甘丹寺第三任甘丹赤巴（即法台）；克珠杰任甘丹赤巴长达8年之久。他到江孜乃宁寺传播佛教，建立宗喀巴灵骨塔之金顶。他辅佐宗喀巴改革教风，弘扬佛法，遵照宗喀巴遗嘱，世世以呼毕勒罕度世，振兴黄教。著有《时轮大疏》《喜金刚大疏》等九种著作。
克主杰于藏历第七绕迥之土马年（1438年，明正统三年）三月二十一日圆寂，终年54岁。灵塔存于甘丹寺。公元1645年（清顺治二年），清朝政府追认克主杰为“第一世班禅额尔德尼”。